# Gene Barry
Gene Barry, pseudonimo di Eugene Klass (New York, 14 giugno 1919 – Los Angeles, 9 dicembre 2009), è stato un attore statunitense.
Nato a New York (i nonni erano immigrati russi), è conosciuto soprattutto in patria per l'intensa e decennale attività teatrale, iniziata nel 1942, per la quale ha ottenuto una stella sulla Hollywood Walk of Fame.

## Biografia
Presente in oltre ottanta produzioni sul piccolo e grande schermo per oltre mezzo secolo a partire dal 1950, Gene Barry lavorò per il cinema principalmente in ruoli da caratterista e, saltuariamente, da protagonista: tra questi, uno dei più celebri fu quello del dott. Clayton Forrester nel classico di fantascienza La guerra dei mondi (1953).
Sul piccolo schermo fu invece protagonista di diverse serie televisive di successo: Bat Masterson (108 episodi tra il 1958 e il 1961); La legge di Burke (1963-1966); Reporter alla ribalta (1968-1971), nel ruolo del giornalista Glenn Howard; L'avventuriero, serie britannica durata una stagione (1972-1973), nel ruolo della spia Gene Bradley. Nel 1968 interpretò il ruolo dello psichiatra Ray Flemming in Prescrizione: assassinio, episodio pilota della serie poliziesca Colombo, accanto a Peter Falk.
La sua ultima apparizione sul grande schermo fu nel film La guerra dei mondi (2005) di Steven Spielberg, remake della pellicola del 1953. In un cameo nel finale del film, Barry e Ann Robinson, anche lei protagonista dell'omonimo film del 1953, interpretano i ruoli dei suoceri di Ray Ferrier (Tom Cruise) e nonni di Rachel (Dakota Fanning) e Robbie Ferrier (Justin Chatwin).

## Filmografia parziale

### Cinema
- La città atomica (The Atomic City), regia di Jerry Hopper (1952)
- L'isola del piacere (The Girls of Pleasure Island), regia di Alvin Ganzer e F. Hugh Herbert (1953)
- La guerra dei mondi (The War of the Worlds), regia di Byron Haskin (1953)
- Teste rosse (Those Redheads from Seattle), regia di Lewis R. Foster (1953)
- Nei mari dell'Alaska (Alaska Seas), regia di Jerry Hopper (1954)
- Giarrettiere rosse (Red Garters), regia di George Marshall (1954)
- Anatomia di un delitto (Naked Alibi), regia di Jerry Hopper (1954)
- L'avventuriero di Hong Kong (Soldier of Fortune), regia di Edward Dmytryk (1955)
- La maschera di porpora (The Purple Mask), regia di H. Bruce Humberstone (1955)
- I banditi del petrolio (The Houston Story), regia di William Castle (1956)
- Ritorno dall'eternità (Back from Eternity), regia di John Farrow (1956)
- La porta della Cina (China Gate), regia di Samuel Fuller (1957)
- I 27 giorni del pianeta Sigma (The 27th Day), regia di William Asher (1957)
- Quaranta pistole (Forty Guns), regia di Samuel Fuller (1957)
- Il contrabbandiere (Thunder Road), regia di Arthur Ripley (1958)
- Giungla di spie (Hong Kong Confidential), regia di Edward L. Cahn (1958)
- Dossier Marocco (Maroc 7), regia di Gerry O'Hara (1967)
- Subterfuge, regia di Peter Graham Scott (1968)
- Il massacro della Guyana (Guyana: Crime of the Century), regia di René Cardona Jr. (1979)
- Sahara, regia di Andrew V. McLaglen (1983) (non accreditato)
- La guerra dei mondi (War of the Worlds), regia di Steven Spielberg (2005)

### Televisione
- Lux Video Theatre – serie TV (1954)
- TV Reader's Digest – serie TV, episodio 1x20 (1955)
- Scienza e fantasia (Science Fiction Theatre) – serie TV, episodi 1x08-1x18 (1955)
- Alfred Hitchcock presenta (Alfred Hitchcock Presents) – serie TV, episodi 1x03-1x06 (1955)
- Stage 7 – serie TV, episodio 1x22 (1955)
- The Ford Television Theatre – serie TV (1955-1956)
- Damon Runyon Theater – serie TV, episodio 2x14 (1956)
- Jane Wyman Presents the Fireside Theatre – serie TV (1955-1957)
- The 20th Century-Fox Hour – serie TV, episodio 2x18 (1957)
- Target – serie TV, episodio 1x02 (1958)
- Bat Masterson – serie TV, 108 episodi (1958-1961)
- Pete and Gladys – serie TV, episodio 2x01 (1961)
- The Dick Powell Show – serie TV, episodio 1x21 (1962)
- General Electric Theater – serie TV, episodio 10x34 (1962)
- L'ora di Hitchcock (The Alfred Hitchcock Hour) – serie TV, episodio 1x30 (1963)
- La legge di Burke (Burke's Law) – serie TV (1963-1966)
- Colombo (Columbo) – serie TV, episodio pilota (1968)
- Reporter alla ribalta (The Name of the Game) – serie TV, 44 episodi (1968-1971)
- L'avventuriero (The Adventurer) – serie TV, 26 episodi (1972-1973)
- I grandi eroi della Bibbia (Greatest Heroes of the Bible) – miniserie TV, 2 puntate (1979)
- Charlie's Angels – serie TV, episodio 2x12 (1977)
- Fantasilandia (Fantasy Island) – serie TV (1978-1981)
- Love Boat (The Love Boat) – serie TV (1978-1982)
- Ai confini della realtà (The Twilight Zone) – serie TV, episodio 2x17 (1987)
- Hotel – serie TV (1987)
- Il mio amico Ultraman (My Secret Identity) – serie TV (1988)
- Paradise – serie TV (1989)
- La signora in giallo (Murder, She Wrote) – serie TV, episodio 6x09 (1989)
- La legge di Burke (Burke's Law) – serie TV (1994-1995)

## Riconoscimenti
- Stella sulla Hollywood Walk of Fame (Teatro), 6555 Hollywood Blvd.

## Doppiatori italiani
- Gualtiero De Angelis in La città atomica, La guerra dei mondi (1953), L'avventuriero di Hong Kong
- Diego Michelotti in I ventisette giorni del pianeta Sigma
- Mario Pisu in Il contrabbandiere
- Giuseppe Rinaldi in La maschera di porpora
- Pino Locchi in Ritorno dall'eternità
- Vittorio Congia in Colombo